# لعيلاي مايشو
لعيلاي مايشو (بالأمهرية: ላዕላይ ማይጨው) هي وحدة إدارية (وُريدا) تقع في منطقة ميكيلي ضمن إقليم تيغراي في إثيوبيا. مركز المنطقة هو بلدة ماي شو.

## الجغرافيا
تتميز المنطقة بتضاريس جبلية وأودية، وتُعد جزءًا من الهضبة الإثيوبية. تقع على ارتفاعات تتراوح بين 2,000 و2,800 متر فوق مستوى سطح البحر، ما يجعل مناخها معتدلًا نسبيًا.

## السكان
بحسب التعداد السكاني لعام 2007، بلغ عدد سكان لعيلاي مايشو 72,625 نسمة، غالبيتهم من قومية التيغراي ويدين معظمهم بالمسيحية الأرثوذكسية الإثيوبية.

## الاقتصاد
يعتمد الاقتصاد المحلي بشكل أساسي على الزراعة التقليدية، ويزرع السكان محاصيل الحبوب والخضروات، بالإضافة إلى تربية الماشية.